# Queda
Queda es un género de coleópteros adéfagos  perteneciente a la familia Dytiscidae. 

## Especies
- Queda compressa	Sharp 1882
- Queda hydrovatoides	Zimmermann 1921
- Queda youngi	Bistrom 1990